# Eilema pallens
Eilema pallens là một loài bướm đêm thuộc phân họ Arctiinae, họ Erebidae.